# Константин (Хоенцолерн-Хехинген)
Фридрих Вилхелм Константин фон Хоенцолерн-Хехинген (на немски: Friedrich Wilhelm Constantin Fürst zu Hohenzollern-Hechingen; * 16 февруари 1801, дворец Саган; † 3 септември 1869, дворец Полниш Неткау при Грюнберг, Силезия) от швабската линия на Хоенцолерните, е последният (девети) и третият суверенен княз на Хоенцолерн-Хехинген (1838 – 1849) и пруски генерал.

## Живот
Той е единствен син на княз Фридрих фон Хоенцолерн-Хехинген (1776 – 1838) и принцеса Луиза Паулина Мария Бирон фон Курландия, принцеса фон Шлезия-Саган (* 19 февруари 1782, Митау; † 8 януари 1845, Виена), дъщеря на херцог Петер фон Бирон (1724 – 1800) и Доротея фон Медем (1761 – 1821).
Константин се жени на 22 май 1826 г. в Айхщет за принцеса Евгения дьо Боарне (* 23 декември 1808, Милано; † 1 септември 1847, Фройденщат), дъщеря на херцог и княз Йожен дьо Боарне (1781 – 1824) и принцеса Августа-Амалия Баварска (1788 – 1851). Бракът е бездетен.
Заради болестта на баща му Константин е регент, ръководи от 1834 г. управлението, и през 1838 г. поема княжеството. След смъртта на майка му Паулина фон Саган и нейната сестра херцогиня Доротеа фон Саган (1793 – 1862) той става през 1845 г. и херцог на Саган. Константин много се интересува от музиката. Получава няколко ордена.
На 10 януари 1850 г. той става полковник à ла суите на пруската армия. От 4 април 1850 г. е генерал-майор.
След смъртта на съпругата му Евгения († 1847), на 13 ноември 1850 г. в Гьорлиц Константин се жени ( морганатически брак) за фрайин Амалия София Каролина Аделхайд Шенк фон Гейерн (* 13 юли 1832, Фюрт; † 29 юли 1897, Висбаден), дъщеря на фрайхер Карл Фридрих Ернст Шенк фон Гайерн и фрайин Амалия София Каролина фон Щолтерфот. Пруският крал я прави „графиня на Ротенбург“ на 8 ноември 1850 г.
На 13 юли 1854 г. Константин става генерал-лейтенант и на 18 октомври 1861 г. сухопътен генерал. През 1863 г. се развежда с Амалия София, от която има три деца. Тя се жени втори път на 9 юли 1863 г. в Нойенхайм при Зоден за Густав фон Мезке (* 31 юли 1822; † 10 април 1902).
Понеже синовете му (Графен фон Ротенбург) от втория му брак нямат право на наследство, със смъртта на Константин на 68 години на 3 септември 1869 г. княжеската линия Хоенцолерн-Хехинген изчезва и е наследен от Хоенцолерн-Зигмаринген.
- Евгения дьо Боарне
- Саркофазите на Евгения и Константин в манастрирската църква в Хехинген
- Прозорец в спомен за княз Константин в манастирската църква

## Деца
Константин и Амалия София имат три деца, които имат титлата „графове на Ротенбург“:
- Фридерика Вилхелмина Елизабет Амалия Аделхайд фон Ротенбург (* 13 февруари 1852, Льовенберг, Силезия; † 31 декември 1914, Дрезден), омъжена I. на 23 април 1869 г. в Льовенберг (развод 1878) за Артур фон Розен, II. на 14 юни 1879 г. в Берлин за Юлиус фон Любтов († 30 септември 1905)
- Фридрих Вилхелм Карл фон Ротенбург (* 19 февруари 1856, Льовенберг; † 23 август 1912, Шлезиш-Нетков), женен I. на 29 април 1877 г. в Лондон (развод 1884) за Доротея Ширмер (* 15 декември 1852, Касел; † 7 май 1898, Дрезден), II. на 14 април 1885 г. в Шлезиш-Нетков (развод 1892) за фрайин Елфрида фон Кране (* 5 февруари 1861, Оелс; † 12 ноември 1943). III. на 14 май 1892 г. в Берлин за Катарина Билиг (* 18 юли 1869, Дрезден; † 21 януари 1934, Лигниц)
- Вилхелм Фридрих Луис Густав фон Ротенбург (* 16 ноември 1861, Шьонбюл, Швейцария; † 17 февруари 1929, Дрезден), женен на 16 май 1894 г. в Шлодиен за бургграфиня и графиня Фреда-Мари фон Дона-Шлодиен (* 21 април 1873, Карвинден; † 18 юни 1959, Дрезден), дъщеря на Адолф фон Дона-Шлодиен.

От връзката си със София Шерер (* 18 май 1801, Вендлинген, Ст. Георген, Баден; † 19 април 1869, Фрайбург, Баден), дъщеря на Йозеф Шерер и Терезия Верле, и една дъщеря:
- Лудовика (Луиза) София Шерер (* 24 август 1824, Ст. Георген, Баден; † 12 май 1884, Хехинген), омъжена на 30 май 1842 г. в дворец Линдих до Хехинген за Рудолф Гфрьорер фон Еренберг (* 3 юли 1820, Фридрихщал при Хехинген; † 25 януари 1899, Хехинген), дворцов форстмайстер.